# آرثر بلاك
آرثر بلاك (بالإنجليزية: Arthur Black)‏ هو صناعي وسياسي بريطاني (وحمل سابقاً جنسية المملكة المتحدة لبريطانيا العظمى وأيرلندا)، ولد في 28 فبراير 1863، وتوفي في 13 يوليو 1947. حزبياً، نشط في الحزب الليبرالي. في الانتخابات العامة في المملكة المتحدة 1906 ‏، انتخب عضو برلمان المملكة المتحدة الـ28 عن دائرة Biggleswade (UK Parliament constituency) ‏ (12 يناير 1906 – 10 يناير 1910) وفي الانتخابات العمومية البريطانية في يناير 1910 ‏، انتخب عضو برلمان المملكة المتحدة الـ29 عن دائرة Biggleswade (UK Parliament constituency) ‏ (15 يناير 1910 – 28 نوفمبر 1910) وفي الانتخابات العمومية البريطانية في ديسمبر 1910 ‏، انتخب عضو برلمان المملكة المتحدة الـ30 عن دائرة Biggleswade (UK Parliament constituency) ‏ (3 ديسمبر 1910 – 25 نوفمبر 1918).